# Antonio Juric
Antonio Juric (* 24. November 1997 in Linz) ist ein österreichischer Handballspieler.

## Karriere
Juric spielte in seiner Jugend sowohl für ASKÖ HC Neue Heimat Handball als auch Fußball bei DSG Union Scandinavian Blockhaus Pichling. Ab der Saison 2015/16 lief der Kreisläufer für den HC Linz AG in der Handball Liga Austria auf. 2018 wurde der Rechtshänder ins Futureteam einberufen und bestritt mit diesem einige Testspiele. Dieses Team sollte Spielern im erweiterten Kreis des Nationalteams Spielpraxis ermöglichen.
Im Februar 2020 unterschrieb Juric einen ab der Saison 2020/21 gültigen Vertrag bei TSV Bayer Dormagen. Im Sommer 2021 wechselte Juric zum Drittligisten HSG Krefeld, den er im Dezember desselben Jahres wieder verließ. Im selben Monat schloss er sich dem TSV St. Otmar St. Gallen an. Für die Saison 2022/23 wurde sein Vertrag bei den Schweizern verlängert. Seit der Saison 2024/25 läuft Juric für die HSG Baden-Endingen auf.

## Saisonbilanzen

### HLA
| Saison    | Verein     | Spielklasse | Tore | 7-Meter | Feldtore |
| --------- | ---------- | ----------- | ---- | ------- | -------- |
| 2015/16   | HC Linz AG | HLA         | 11   | 0/0     | 11       |
| 2016/17   | HC Linz AG | HLA         | 24   | 0/0     | 24       |
| 2017/18   | HC Linz AG | Spusu LIGA  | 45   | 0/0     | 45       |
| 2018/19   | HC Linz AG | Spusu LIGA  | 73   | 0/0     | 73       |
| 2015–2019 | gesamt     | HLA         | 153  | 0/0     | 153      |